# Wilhelm Lauer

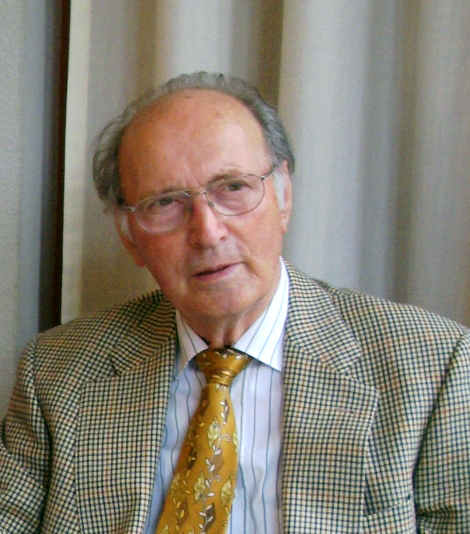
Wilhelm Lauer

Wilhelm Lauer (* 1. Februar 1923 in Oberwesel; † 24. Juli 2007 in Wuppertal) war ein deutscher Geograph und Klimatologe sowie einer der Pioniere der ökophysiologischen Klimaklassifikation und Geoökologie. Die an der Akademie der Wissenschaften und der Literatur zu Mainz angesiedelte Wilhelm Lauer-Stiftung fördert Nachwuchskräfte in ihren jeweiligen Forschungsbereichen.

## Wissenschaftlicher Werdegang
Wilhelm Lauer begann 1945 das Studium der Geographie, Meteorologie, Botanik, Geologie, Geschichte, Ethnologie und Latein an der Universität Bonn. Er wurde 1950 bei Carl Troll in Bonn mit dem landschaftsökologischen Thema „Humide und aride Jahreszeiten in Afrika und Südamerika und ihre Beziehung zu den Vegetationsgürteln“ promoviert und 1955 an der Universität Kiel bei Oskar Schmieder habilitiert. Von 1956 bis 1958 an lehrte er als ordentlicher Professor an der Universidad Austral de Chile in Valdivia, baute das dortige Geographische Institut auf und leitete es. Durch die Verbundenheit mit diesem Land etablierte er in seiner Bonner Zeit ein interdisziplinäres Projekt „Entwicklungsprobleme im außertropischen Südamerika in historischer, geographischer und regionalpolitischer Sicht – Modellstudie Chile“ (ab 1971, Finanzierung durch die Stiftung Volkswagenwerk). 1958 wurde Lauer ordentlicher Professor für Geographie an der Christian-Albrechts-Universität zu Kiel. 1961 wechselte er an die Universität Marburg und 1966 bis zu seiner Emeritierung 1988 als Nachfolger von Carl Troll nach Bonn auf den Lehrstuhl für Physische Geographie. Lauer hatte eine große Anzahl von Schülern (u. a. Dieter Anhuf, Jörg Bendix, Wolfgang Eriksen, Jürgen Bär, Toni Breuer, Peter Frankenberg, Daud Rafiqpoor usw.), von denen mehrere Lehrstühle an den deutschen Hochschulen bekleideten. Wilhelm Lauer wurde 1988 emeritiert, sein Nachfolger war Matthias Winiger.

### Forschungsgebiete und Forschungsreisen
Wilhelm Lauer hat sich vorwiegend mit der Klima- und Vegetationsgeographie der Tropen beschäftigt. Es ging darum, die klimatischen Grenzbedingungen der Vegetationsgürtel in Afrika und Südamerika vergleichend zu untersuchen und plausible Kriterien für die Beziehungen zwischen Klima und Pflanzenformationen zu definieren. Diese Problematik – in der Tradition Alexander von Humboldts – sollte richtungsweisend für seine weitere Forschungs- und Lehrtätigkeit werden und hat ihn bis zuletzt immer wieder beschäftigt. Diese Arbeiten sind eine Grundlage zum Verständnis der Auswirkungen des heutigen Klimawandels auf die Vegetation.
Lauer führte früh nach Kriegsende Forschungsreisen durch: Nach 1951 hielt er sich zu Forschungszwecken in Spanien und Spanisch-Marokko auf, wo er Formen des Feldbaus semiarider Gebiete untersuchte. Als Gastforscher des Instituto Tropical de Investigaciones Científicas trat er 1953 eine einjährige Forschungsreise nach El Salvador an und erforschte dort die anthropogenen Einflüsse auf die Naturlandschaft. Während seiner Gastdozentur in Valdivia studierte er den glazialen Formenschatz des südchilenischen Seengebietes und initiierte Schülerarbeiten zur Besiedlung und wirtschaftlichen Erschließung des Raumes seit dem 18. Jahrhundert sowie zu Migrationsproblemen im Großen Norden Chiles.
In Bonn konzentrierte er sich auf Forschungen in Ländern Zentral- und Südamerikas, Afrikas und des Vorderen Orients, wo er die Höhenstufen von Klima und der Vegetation der tropischen und subtropischen Hochgebirge erforschte.
Mit der Idee einer „Vergleichenden Hochgebirgsforschung“ folgte er sowohl thematisch als auch räumlich in den südamerikanischen Anden den wissenschaftlichen Fährten Trolls und Humboldts. Es ging dabei zumeist um die Analyse der Zusammenhänge zwischen der physischen und biotischen Umwelt, um das Wirken des Menschen im klimatisch-ökologischen Gefüge. Lauer folgte dabei methodisch dem ‚klassischen’ Expeditionskonzept mit detaillierten Geländeaufnahmen und Dokumentationen in kartographische Darstellungen. Durch diese Arbeiten ist er zu einem der besten Kenner der Klimatologie und Pflanzenökologie der Tropen mit allen ihren komplexen Abstufungen und Verbreitungsmustern geworden und hat große internationale Anerkennung gefunden. Er entwickelte 1988 zusammen mit Peter Frankenberg und Daud Rafiqpoor eine ökophysiologische Klimaklassifikation und war 1996 mit Wilhelm Barthlott an der Erstellung der ersten Weltkarte der Pflanzendiversität beteiligt, zu der er den klimatologischen Teil beisteuerte.
Lauer war einer der Initiatoren und langjähriger Leiter des Mexiko-Projektes der Deutschen Forschungsgemeinschaft (1964–1979), das als Schwerpunktprogramm zu einem multidisziplinären Großprojekt der DFG wurde, vergleichbar mit einem heutigen DFG-Sonderforschungsbereich. Zahlreiche Schülerarbeiten (Dissertationen und Habilitationen) entstanden im Rahmen dieses Projektes.
Die Idee einer ökologisch-orientierten Klimaklassifikation verfolgte Wilhelm Lauer zusammen mit seinen Schülern (Peter Frankenberg und M. Daud Rafiqpoor) zu neuen Ansätzen zur Berechnung der potentiellen Landschaftsverdunstung. Dieses Projekt vollendete er 2002 mit der Veröffentlichung einer modernen „Klassifikation der Klimate der Erde auf Grundlage der ökophysiologischen Merkmale der realen Vegetation“. Seine Arbeiten sind gerade für das aktuelle Verständnis der Folgen des Klimawandels von großer Bedeutung. Er war Chairman der ‘Sub-commission on Tropical High Mountains’ (1980–1984) der IGU-Commission on ‘High Mountain Ecology’, deren Mitglied er ab 1968 für viele Jahre war sowie Gründungsmitglied der Arbeitsgemeinschaft der Deutschen Lateinamerikaforschung (ADLAF), um nur einige aus der Vielzahl seiner Mitgliedschaften zu nennen. Wilhelm Lauer war u. a. Mitglied der Deutschen Nationalakademie Leopoldina, der Bayerischen Akademie der Wissenschaften sowie der Akademie der Wissenschaften und der Literatur zu Mainz, mit der ihn eine besonders enge Mitarbeit (u. a. 1985–1995 als Vizepräsident) verband. Die Mainzer Akademie war bis zum Schluss seine zweite „akademische Heimat“. Hier initiierte er im Rahmen der Kommission für Erdwissenschaftliche Forschung (Arbeitsstelle Geoökologie am Geographischen Institut der Universität Bonn) bis 2001 das Langzeitvorhaben „Dreidimensionale Landschaftsgliederung der tropischen Hochgebirge“. Er etablierte von 1979 bis 1985 ein interdisziplinäres Langzeitprojekt „Kallawaya-Bergbevölkerung und Ökosysteme in Bolivien“ und studierte zusammen mit Schülern und Kollegen die Interaktion von Mensch und Umwelt in einem andinen Hochgebirgstal. Die Arbeiten sind durch zahlreiche Veröffentlichungen in den Abhandlungen der Mainzer Akademie dokumentiert.

### Wilhelm Lauer Stiftung
Lauer richtete aus seinen privaten Mitteln durch sein Vermächtnis 2005 an der Akademie der Wissenschaften der Literatur zu Mainz die Wilhelm Lauer Stiftung ein. Die Stiftung vergibt u. a. seit 2009 zweijährlich den Wilhelm-Lauer-Preis „zur Förderung des Nachwuchses in der geoökologischen Forschung“ und veranstaltet zweijährlich ein Fachkolloquium (Lauer-Lecture) an seinem Wirkungsort dem Geographischen Institut der Universität Bonn mit international bedeutenden Referenten. Ein Festkolloquium fand anlässlich seines 100. Geburtstages am 16. Juni 2023 am Geographischen Institut der Universität Bonn statt.

### Mitgliedschaften und Auszeichnungen
- 1960: Gründungsmitglied der Arbeitsgemeinschaft Deutsche Lateinamerikaforschung ADLAF
- 1963: Mitglied der Gesellschaft Deutscher Naturforscher und Ärzte
- 1966: Mitglied des Naturhistorischen Vereins der Rheinlande und Westfalens (seit 1966, Vorsitzender von 1968 bis 1974, Ehrenmitglied seit 1974)
- 1968: Mitglied und später Chairman der „Commission on High Mountain Geoecology“ der „International Geographical Union (IGU)“
- 1969: Koordinator des Mexiko-Projekts der Deutschen Forschungsgemeinschaft
- 1970: Ordentliches Mitglied der Akademie der Wissenschaften und der Literatur Mainz
- 1976: Mitglied des Beirates der Stiftung Preußischer Kulturbesitz
- 1981: Mitglied der Bayerischen Akademie der Wissenschaften
- 1987: Mitglied der Deutschen Akademie der Naturforscher Leopoldina
- 1989: erhielt er für sein Lebenswerk das Verdienstkreuz am Bande des Verdienstordens der Bundesrepublik Deutschland
- 2005: Gründung der Wilhelm Lauer Stiftung an der Akademie der Wissenschaften und Literatur zu Mainz.[4]
- 2023: Festkolloquium zum 100. Geburtstag von Wilhelm Lauer am 16. Juni 2023 im Geographischen Institut der Universität Bonn[8]

## Ausgewählte Publikationen von W. Lauer
- W. Lauer: Humide und aride Jahreszeiten in Afrika und Südamerika und ihre Beziehung zu den Vegetationsgürteln. In: Bonner Geographische Abhandlungen. Band 9, 1955, S. 15–98.
- W. Lauer: Vom Wesen der Tropen. Klimaöklogische Studien zum Inhalt und Abgrenzung eines irdischen Landschaftsgürtels. In: Abh. d. Akad. d. Wiss. u.d. Lit. Math.-nat. Kl. Nr. 3, Mainz 1975.
- W. Lauer: Klimatologie. Westermann-Verlag, Braunschweig 1995.
- W. Lauer, P. Frankenberg: Klimaklassifikation der Erde. In: Geographische Rundschau 40. Westermann Verlag, Braunschweig 1988.
- W. Barthlott, W. Lauer, A. Placke (1996): Global distribution of species diversity in vascular plants: towards a world map of phytodiversity. In: Erdkunde. Band 50, 1996, S. 317–327. (erdkunde.uni-bonn.de)
- W. Lauer, M. D. Rafiqpoor: Die Klimate der Erde: eine Klassifikation auf der Grundlage der ökophysiologischen Merkmale der realen Vegetation. Franz Steiner Verlag, Stuttgart 2002.